# Waterloo (West-Australië)
Waterloo is een plaats in de regio South West in West-Australië. Het ligt langs de South Western Highway, 162 kilometer ten zuiden van Perth, 12 kilometer ten oosten van Bunbury en 8 kilometer ten noorden van Dardanup. In 2021 telde Waterloo 144 inwoners tegenover 199 in 2006.
In 1898 telde Waterloo 41 inwoners.
In 2013 stelde de West-Australische planningscommissie (WAPC) het plan 'Greater Bunbury Strategy 2013' voor ter ontwikkeling van de streek. In 2014 tekende de WAPC een overeenkomst met het lokale bestuursgebied Shire of Dardanup, waar Waterloo deel van uit maakt, om samen de ontwikkeling van de nieuwe stad Wanju te plannen.
Wanju, dat "welkom" betekent in de taal van de Nyungah Aborigines, wordt een nieuwe stad in het noordelijke deel van Waterloo. In het zuidelijke deel van Waterloo wordt een industriegebied ontwikkeld. Om dit mogelijk te maken wordt de buitenste ringweg rond Bunbury verlegd.
Acton Park · Alexandra Bridge · Allanson · Augusta · Balingup · Benger · Binningup · Boyanup · Boyup Brook · Bramley · Bridgetown · Brookhampton · Brunswick Junction · Bunbury · Burekup· Busselton · Capel · Carbunup River · Chowerup · Collie · Cookernup · Cowaramup · Cundinup · Dardanup · Deanmill · Dingup · Dinninup · Donnelly River · Donnybrook · Dunsborough · Elgin · Ferguson · Forest Grove · Forrest Beach · Gnarabup · Gracetown · Greenbushes · Harvey · Hester · Jardee · Jarrahwood · Karridale · Kirup · Kudardup · Kulikup · Ludlow · Manjimup · Margaret River · Mayanup · Metricup · Mullalyup · Myalup · Nannup · Northcliffe · Nyamup · Pemberton · Peppermint Grove Beach · Prevelly · Quindalup · Quinninup · Roelands · Rosa Brook · Shotts · Stratham · Uduc · Vasse · Walpole · Waterloo · Wilga · Windy Harbour · Witchcliffe · Wilyabrup · Wokalup · Wonnerup · Worsley · Yallingup · Yalup Brook · Yarloop · Yoongarillup · Yornup